# Ophinella
Ophinella es un género de hidrozoos de la familia Kirchenpaueriidae monoespecífico. La única especie descrita es Ophinella parasitica.

## Descripción
El género, inicialmente, fue descrito por Thomas Hincks en 1874 bajo el nombre de Ophionema, actualmente no aceptado. El género se caracteriza por sus alargados órganos urticantes que albergan nematocistos en sus puntas en forma de maza. 

## Taxonomía y especies
La posición del género es incierta. Autores clásicos como Eberhard Stechow o Maurice Bedot lo sitúan en la familia Kirchenpaueriidae. Sin embargo, su descripto original, Sars, y otros hidrozoólogos de principios de siglo XX como Allman, Bonnevie o Axel Elof Jäderholm lo situaron en la familia Haleciidae debido a las similitudes con el género Hydrodendron.
Algunos autores consideran este género monoespecífico como un outsider útil en análisis morfológicos y genéticos comparativos.